# The Proud and the Damned
The Proud and the Damned is een Amerikaanse western uit 1972 geschreven en geregisseerd door Ferde Grofé Jr. Chuck Connors en Aron Kincaid spelen de hoofdrollen. Ook de danser José Greco heeft een rol in deze film.
De film bevindt zich in het publieke domein.

## Verhaal
Oorlogsveteranen Will Hansen, Ike, Hank, Jeb en Billy zijn geëmigreerd van de Verenigde Staten naar Colombia. Hier worden ze belaagd en meegenomen naar dictator Alehandro Martinez. Hij dwingt ze om te infiltreren in een groep opstandelingen en hem van informatie te voorzien over hun plannen.

## Rolverdeling
| Acteur         | Personage               |
| -------------- | ----------------------- |
| Chuck Connors  | Will Hansen             |
| Aron Kincaid   | Ike                     |
| Henry Capps    | Hank                    |
| Smokey Roberds | Jeb                     |
| Peter Ford     | Billy                   |
| Cesar Romero   | Burgemeester San Carlos |
| José Greco     | Ramon                   |
| Andres Marquis | Alehandro Martinez      |
| Maria Grimm    | Maria Vargas            |
| Anita Quinn    | Mila                    |

## Verwijzingen
- (en)   The Proud and the Damned in de Internet Movie Database
- The Proud and the Damned op Internet Archive (stream en download)
- The Proud and the Damned[dode link] op Google Video (stream)